# Dominação do mundo
Dominação do mundo, conquista do mundo ou dominação mundial é um objetivo ambicioso que pode ser almejado em ser atingido por um governo, uma ideologia, uma crença ou uma pessoa, geralmente buscando adquirir controle político total do planeta inteiro.
Apesar da possibilidade de que um planeta tão complexo e diverso como a Terra possa ser "dominado" por uma única unidade ser pouco provável, o conceito de dominação mundial há muito tempo é um tema encontrado em inúmeras ocasiões na história e na ficção.

## Histórico

### Ideários
Muitas religiões proselitistas como islão e cristianismo são universalistas, visando, como uma missão, converter o máximo de pessoas possíveis para suas religiões, sem restrições sobre origem nacional ou étnica. Essa dominação espiritual é geralmente vista como diferente da dominação temporal, mas certamente essas coletas de fiéis possuem como objetivo uma teocracia global.
De modo similar, alguns devotos de vários ideários diferentes, como anarquia, democracia americana, neoconservatismo, democracia social, liberalismo ou libertanismo veem suas crenças como a forma ideal de uma organização da sociedade, e encorajam ativamente sua implementação a nível global. O período da Guerra Fria, em particular, foi visto como um período de intensa polarização de ideias ao redor do mundo, com os apoiadores de cada lado da batalha expressando suas esperanças de que seus ideários iriam emergir triunfantes sobre as outras e se tornaram uma forma pré-eminente de governo global. Elemento dentro dos blocos aliados levaram a União Soviética e os Estados Unidos a se acusarem mutuamente de terem objetivos de dominação mundial.
Depois do fim da Guerra Fria, e o colapso da União Soviética, Francis Fukuyama em The End of History and the Last Man preditou que a democracia liberal se tornaria a forma favorita de governo no mundo todo. Alguns chamaram esse perído de nova ordem mundial.